# Wessex Water
Wessex Water es una compañía de suministro de agua y alcantarillado público que opera en algunas partes del sur y del suroeste de Inglaterra. Es regulada a través del Acta de la Industria del Agua de 1991.
La empresa se originó como Wessex Water Authority, una de las diez autoridades regionales de agua establecidas por el Acta del Agua de 1973. Habiendo sido privatizada en 1989, Wessex Water Services Limited fue comprada por Enron en julio de 1998 por $2,4 millones. Después del colapso de esa compañía, Wessex Water fue vendida a YTL Power International, de Kuala Lumpur (Malasia), en 2002.
La compañía tiene su sede central en Bath (Somerset) en un edificio construido por Bennetts Associates y Buro Happold.
- Datos: Q7984154